# (14041) Dürrenmatt
(14041) Dürrenmatt ist ein Asteroid des Hauptgürtels, der am 21. September 1995 vom deutschen Astronomen Freimut Börngen an der Thüringer Landessternwarte Tautenburg (IAU-Code 033) in Thüringen entdeckt wurde.
Der Asteroid wurde am 26. Juli 2000 nach dem Schweizer Schriftsteller, Dramatiker und Maler Friedrich Dürrenmatt (1921–1990) benannt, der für sein Werk eine Vielzahl von Literaturpreisen erhielt und mit den Komödien Der Besuch der alten Dame und Die Physiker weltweiten Erfolg hatte.